# Distrito de Székesfehérvár
Székesfehérvár (en húngaro: Székesfehérvári járás) es un distrito en la parte centro-occidental del condado de Fejér. Székesfehérvár es también el nombre de la ciudad donde se encuentra la sede del distrito. El distrito se encuentra en la Región Estadística de Transdanubia Central.

## Geografía
El distrito de Székesfehérvár limita con el distrito de Bicske al noreste, el distrito de Gárdony al este, el distrito de Sárbogárd al sur, el distrito de Enying, el distrito de Balatonalmádi y el distrito de Várpalota (condado de Veszprém) al oeste y el distrito de Mór al noroeste. El número de municipios totales del distrito de Székesfehérvár es 25.
El distrito tiene 1 ciudad de derecho condal, 2 ciudades, 4 aldeas grandes y 18 aldeas. (Población a 1 de enero de 2012)
- Aba (4,619)
- Bakonykúti (134)
- Csór (1,832)
- Csősz (1,044)
- Füle (834)[2]
- Iszkaszentgyörgy (2,032)
- Jenő (1,329)[2]
- Káloz (2,402)
- Kőszárhegy (1,620)[2]
- Lovasberény (2,669)
- Moha (549)
- Nádasdladány (1,749)[2]
- Pátka (1,628)
- Polgárdi (6,964)[2]
- Sárkeresztes (1,484)
- Sárkeszi (611)
- Sárosd (3,325)
- Sárszentmihály (3,062)
- Seregélyes (4,560)
- Soponya (2,010)
- Szabadbattyán (4,525)
- Székesfehérvár (101,722) – capital
- Tác (1,649)
- Úrhida (2,366)
- Zámoly (2,216)

Los municipios en negrita son ciudades, los municipios en cursiva son pueblos grandes.